# Покровка (Черкасская область)
Покровка (укр. Покровка) — посёлок в Уманском районе Черкасской области Украины.
Население по переписи 2001 года составляло 66 человек. Почтовый индекс — 19133. Телефонный код — 4647.

## Местный совет
19133, Черкасская обл., Монастырищенский р-н, с. Сатановка, ул. Ленина, 41